# ロバート人形

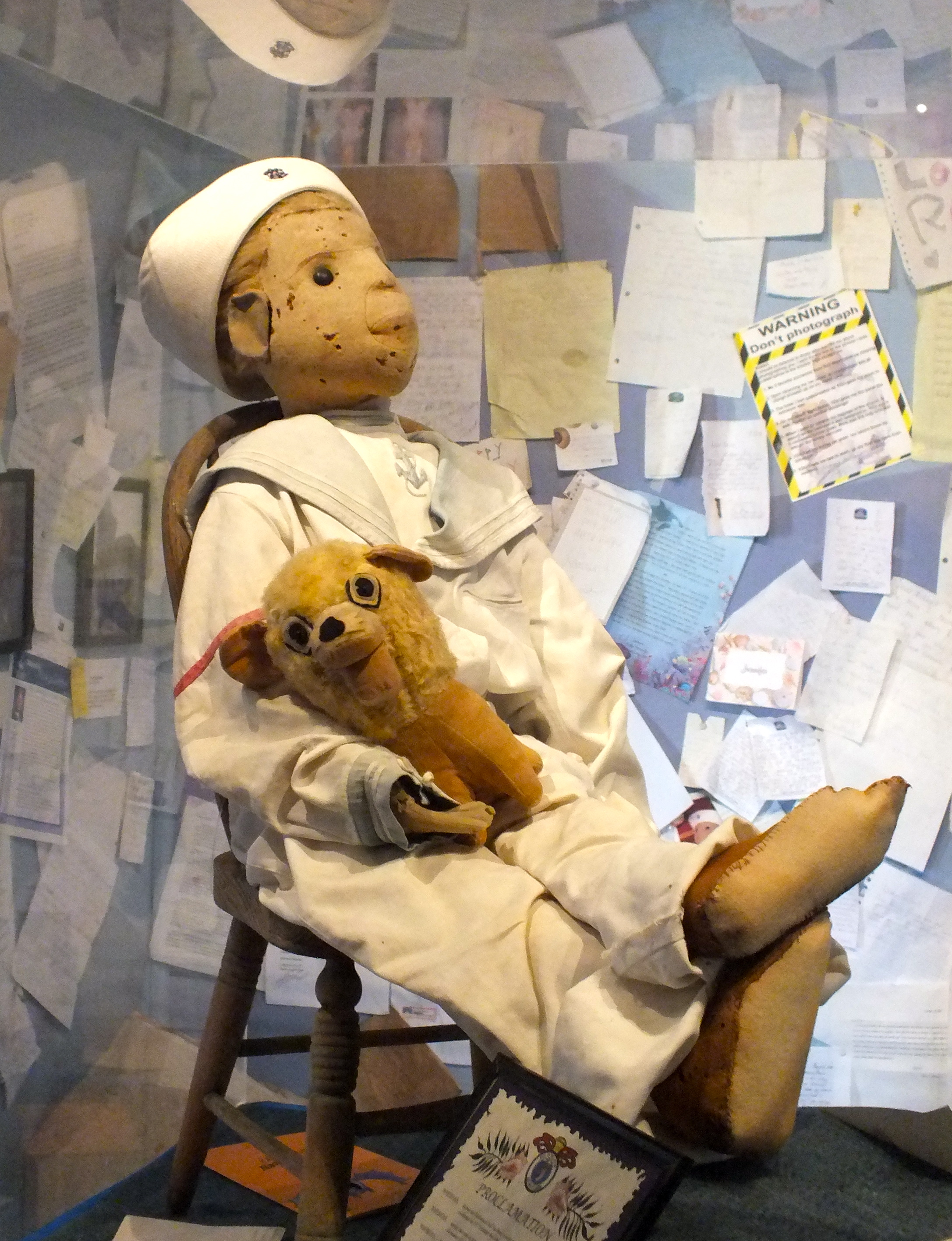
2011年時点のロバート人形

ロバート人形（ロバートにんぎょう、Robert the Doll）は、 アメリカ合衆国フロリダ州キーウェストにあるイースト・マーテロー博物館に展示されている人形であり、呪いの人形（Haunted doll）として扱われている。

## 経歴
もともとこの人形はキーウェスト出身の芸術家ロバート・ユージーン・オットーが所有していた。
この人形はドイツの玩具メーカー・シュタイフが製造し、1904年にドイツを訪れたオットーの祖父が孫の誕生日プレゼントとして購入した。当時のオットーと同様に、この人形もセーラー服を着ている。
オットー本人がニューヨークやパリに芸術家としての修業に行っている間、人形はキーウェストにある彼の実家に保管されていた。その後本人は1930年5月3日にパリで結婚し、キーウェストに戻り、1974年に死ぬまでそこに住み続けた。
夫妻の没後、マートル・ロイターという人物がこの家を買い、その際にはロバート人形もついていた。ロイターが20年間住んだ後、さらに別の人物がこの家を購入し、ゲストハウスとして運用した。
1994年、ロイターがこの人形を地元のイースト・マーテロー博物館へ寄付したことで 観光資源と化し、毎年10月には巡業も行われるようになったほか、レプリカグッズも販売されるようになった。
また、2008年にはフロリダ州クリアウォーターで開かれたThe Atlantic Paranormal Society主催のイベント"TapsCON"でも展示された。

## 怪奇現象
「ディスカバリー・ジャパン」によると、オットーは幼少期からこの人形が不幸をもたらしていると主張しており、当初疑っていた家族たちも時間の経過とともに怪奇現象を認知していったという。
また、ロイターが購入した後もロバート人形がオットーの悪口に反応して表情を変えるといった現象が起きており、ロイター自身もロバート人形が走り回る様子を見たという。

## フィクションでの扱い
- 日本のニュースサイト「アサ芸プラス」は、ホラー映画『チャイルド・プレイ』に登場する人形チャッキーのモデルはロバート人形だとしている[10]。
- 2015年の映画『ロバート　最も呪われた人形』は、この人形をヒントにしており、のちに4本の続編が作られた。